# Sporophile gris-de-plomb
Sporophila plumbea
Espèce
Statut de conservation UICN

 LC  : Préoccupation mineure
Le Sporophile gris-de-plomb (Sporophila plumbea) est une espèce de passereaux appartenant à la famille des Thraupidae.

## Répartition

répartition

## Habitat
Cet oiseau habite les savanes sèches et les prairies tropicales et subtropicales de basses altitudes saisonnièrement humides ou inondées.